# Tyronn Lue
Pour les articles homonymes, voir Lue.
Tyronn Jamar Lue, né le 3 mai 1977 à Mexico dans l’État du Missouri, est un ancien joueur de basket-ball professionnel qui a terminé sa carrière au sein de l’équipe du Magic d'Orlando en NBA. Après deux saisons en tant qu'entraîneur assistant, il devient entraîneur des Cavaliers de Cleveland de janvier 2016 jusqu'au 28 octobre 2018, étant remplacé par Larry Drew. Depuis 2020, il occupe le poste d'entraîneur pour les Clippers de Los Angeles.

## Biographie

### Carrière universitaire
Lue est diplômé du Raytown Senior High School à Raytown dans l’état du Missouri en 1995.
Il poursuit par la suite ses études à l’Université du Nebraska en sociologie, tout en faisant partie de l’équipe de basket-ball de l’Université, les Cornhuskers.
Il termine sa carrière universitaire au troisième rang des joueurs ayant récolté le plus de passes décisives avec 432, au quatrième rang des joueurs ayant réussi le plus de 3 points avec 145, au cinquième rang des joueurs ayant récolté le plus d'interceptions (407), ainsi qu’au septième rang des joueurs ayant récolté le plus de points avec un total de 1 577.
Il est le meilleur passeur de son équipe durant ses trois saisons sous le maillot des Cornhuskers et termine à égalité avec Dave Hoppen pour le nombre de matchs de 30 points ou plus avec 7. Il se déclare ensuite éligible à la draft après sa saison en tant que "junior".

### NBA
Il est sélectionné au 23e rang du premier tour de la Draft 1998 de la NBA par les Nuggets de Denver, mais est envoyé aux Lakers de Los Angeles avec Tony Battie en échange du meneur Nick Van Exel le soir même de la draft.
Ses trois premières saisons sous le maillot des Lakers sont décevantes : son temps de jeu est très limité et il subit des blessures en 2000. Cependant, Lue excelle lors des playoffs de 2001. En raison de sa rapidité, l’entraîneur Phil Jackson lui donne la lourde tâche de s’occuper d'Allen Iverson en défense. Peu connu du public, il devient rapidement une des têtes d’affiche des séries pour son travail extraordinaire en défense contre le meneur des Sixers de Philadelphie. La victoire des Lakers en cinq matchs contre Iverson et les Sixers leur donne leur deuxième titre d'une série de trois consécutifs.
Durant l’après saison de 2001, Lue signe avec les Wizards de Washington, où il se voit accorder beaucoup plus de temps de jeu et devient subséquemment un meilleur joueur de pointe. Pourtant, après deux saisons seulement dans l’uniforme des Wizards, Lue signe avec une autre équipe, le Magic d'Orlando.
Il joue avec le Magic durant la saison 2003-2004 où il se voit accorder en moyenne un peu plus de 30 minutes de jeu par match et évolue aux côtés de Tracy McGrady. Toutefois, l’équipe termine au dernier rang du classement de la NBA avec un bilan de 21 victoires et 61 défaites. Après la fin de la saison, Lue est échange en compagnie de McGrady et Juwan Howard contre Steve Francis, Cuttino Mobley et Kelvin Cato et rejoint les Rockets de Houston. À Houston, le temps de jeu de Lue diminue considérablement en raison du nombre élevé de meneurs dans cette équipe à l’époque. À la mi-saison, Lue se fait échanger aux Hawks d'Atlanta pour Jon Barry. Lue brille sous le maillot des Hawks, mais voit son équipe terminer au dernier rang du classement de la NBA une fois de plus. Les Hawks, avec un bilan final de 13 victoires et 69 défaites, connaissent leur pire saison de toute leur histoire. Celui-ci figure d’ailleurs au quatrième rang des pires bilans de toute l’histoire de la NBA
Le 16 février 2008, Lue est acquis par les Kings de Sacramento dans un échange envoyant Mike Bibby à Atlanta. Les Kings se débarrassent rapidement de Lue, soit après moins de deux semaines, et ce dernier signe un contrat avec les Mavericks de Dallas avec qui il dispute 17 matchs seulement.
Le 17 juillet 2008, Lue signe un contrat de deux ans avec les Bucks de Milwaukee. Pourtant, il ne porte l’uniforme des Bucks qu’une saison seulement, avant de se faire échanger à nouveau.
Le 5 février 2009, Lue retourne à Orlando tandis que Milwaukee acquiert Keith Bogans en plus de recevoir de l’argent pour l’échange.
À l'issue de la saison 2008-09, Tyronn Lue met un terme à sa carrière.

### Entraîneur
Le 23 octobre 2009, Lue est nommé directeur du développement du basket-ball pour les Celtics de Boston. En juillet 2013, il se joint à l'équipe d'entraîneurs des Clippers de Los Angeles en tant qu'assistant. Le 22 janvier 2016, après le limogeage de David Blatt, il devient entraîneur des Cavaliers de Cleveland et remporte le titre NBA à l'issue de la saison après une finale épique remportée au 7e match contre les Golden State Warriors.
Bien qu'il ait apporté le premier titre de l'histoire à son équipe, il subit les critiques des supporters et des journalistes, qui demandent régulièrement son limogeage. En mars 2018, il quitte le banc des Cavs pour raisons de santé. Il fait son retour sur le banc après quelques semaines de repos le 5 avril 2018.
Le 21 août 2019, il retrouve les Clippers comme assistant de Doc Rivers. À l'issue de la saison 2019-2020, en raison du licenciement de ce dernier, Lue est promu au poste d'entraîneur en chef de l'équipe, le 15 octobre 2020. Il perd en finale de conférence contre les Suns 4 matchs à 2. Sans sa meilleure superstar Kawhi Leonard mais avec Paul George qui sort des gros playoffs. Il atteint la finale de conférence après avoir perdu 2 fois 2-0 dans le 1er tour contre Dallas qui gagne au match 7 contre Luka Dončić en mode MVP. En demi contre le Jazz de Rudy Gobert et Donovan Mitchell où il perd avec les clippers 2-0 et gagne 4-0 le reste de la série. Il gagne la série en enchaînant quatre victoires d'affilée dont le match 6 ou Terance Mann fait le match de sa vie en marquant 39 points. Il permet une remontée de plus de 20 points de déficit qui leur permet d'accéder à la finale de conférence ouest. Une étape que les Clippers n'avaient jamais atteinte, même avec le duo Blake Griffin - Chris Paul (période dite "Lob City"). Ils ont toujours buté en demi-finale de conférence contre des équipes comme Golden State Warriors ou Houston Rockets. Tyronn Lue, son staff et ses joueurs on brisé la malédiction sur les Clippers et détaché la franchise de son image de loser parmi les Franchises NBA.

### Vie privée
Tyronn Lue est issu d'une famille de cinq enfants. Il considère sa mère, Kim Miller, comme la personne qu'il admire le plus.

## Équipes successives
- 1998–2001 : Lakers de Los Angeles
- 2001–2003 : Wizards de Washington
- 2003–2004 : Magic d'Orlando
- 2004 : Rockets de Houston
- 2004–2008 : Hawks d'Atlanta
- 2008 : Mavericks de Dallas
- 2008–2009 : Bucks de Milwaukee
- 2009 : Magic d'Orlando

## Statistiques en tant qu'entraîneur
Les statistiques de Tyronn Lue en tant qu'entraîneur sont les suivantes :
| Champion NBA | Participation en playoffs |

| Saison    | Équipe        | Saison régulière | Saison régulière | Saison régulière | Saison régulière | Saison régulière          | Playoffs | Playoffs  | Playoffs | Playoffs | Playoffs                                                   |
| Saison    | Équipe        | Matchs           | Victoires        | Défaites         | %                | Classement                | Matchs   | Victoires | Défaites | %        | Résultat                                                   |
| --------- | ------------- | ---------------- | ---------------- | ---------------- | ---------------- | ------------------------- | -------- | --------- | -------- | -------- | ---------------------------------------------------------- |
| 2015-2016 | Cleveland     | 41               | 27               | 14               | 65,9             | 1er en division Centrale  | 21       | 16        | 5        | 76,2     | Champion NBA                                               |
| 2016-2017 | Cleveland     | 82               | 51               | 31               | 62,2             | 1er en division Centrale  | 18       | 13        | 5        | 72,2     | Défaite contre les Warriors de Golden State en Finales NBA |
| 2017-2018 | Cleveland     | 82               | 50               | 32               | 61,0             | 1er en division Centrale  | 22       | 12        | 10       | 54,5     | Défaite contre les Warriors de Golden State en Finales NBA |
| 2018-2019 | Cleveland     | 6                | 0                | 6                | 0,0              | Limogé                    | -        | -         | -        | -        | Pas de playoffs                                            |
| 2020-2021 | L.A. Clippers | 72               | 47               | 25               | 65,3             | 2e en division Pacifique  | 19       | 10        | 9        | -        | Défaite contre les Suns de Phoenix en finale de conférence |
| 2021-2022 | L.A. Clippers | 82               | 42               | 40               | 51,2             | 3e en division Pacifique  | -        | -         | -        | -        | Pas de playoffs                                            |
| 2022-2023 | L.A. Clippers | 82               | 44               | 38               | 53,7             | 3e en division Pacifique  | 5        | 1         | 4        | 20,0     | Défaite contre les Suns de Phoenix au premier tour         |
| 2023-2024 | L.A. Clippers | 82               | 51               | 31               | 62,2             | 1er en division Pacifique | 6        | 2         | 4        | 33,3     | Défaite contre les Mavericks de Dallas au premier tour     |
| 2024-2025 | L.A. Clippers | -                | -                | -                | -                | -                         | -        | -         | -        | -        | -                                                          |
| Carrière  | Carrière      | 529              | 312              | 217              | 59,0             |                           | 91       | 54        | 37       | 59,3     | 1 titre NBA                                                |